# Акаржанське повстання
Акаржанське повстання — збройний виступ проти більшовиків 21 липня — 13 серпня 1919 року мешканців Грос-Лібентальської волості Одеського повіту, в якому брали участь німці-колоністи, українці, болгари і росіяни-старовіри.
Повстання було викликане продрозкладкою і насильницькою мобілізацією до Червоної армії. Збройний виступ був підготований «Союзом німців-колоністів Чорномор'я». Центр повстання був у колонії Грос-Лібенталь. Загони повстанців також було створено в колоніях Мангеймі, Бадені, Зельці, Стразбурзі і Кадені. Одночасно повстали українські селяни в районах Біляївки, Балти, Березівки. Повсталих українців і німців підтримали болгарські колоністи Татарки, Болгарки, Северинівки, Буялика.

## Причини та привод до повстання
Викликане політикою воєнного комунізму — продрозкладками, вилученням майна і цінностей, позбавленням громадянських і виборчих прав заможного населення, репресіями проти священиків та більшості землевласників і примусовою мобілізацією до Червоної Армії. Активними провідниками політики більшовиків у німецьких колоніях були німецькі й австро-угорські полонені — члени комуністичної групи «Спартак», а також «Революційний комітет німецьких комуністів», що входив до німецької секції КП(б)У. Наступ армії генерала Денікіна влітку 1919 року підштовхнув колоністів до організованого виступу, учасниками якого на загал було від 12 до 20 тисячі чоловік.
Приводом до повстання у Великій Аккаржі (Грослібенталі) стало незадоволення діями місцевої влади. Ще 10 липня селяни роззброїли тут загін червоногвардійців та переобрали волосного старшину, інші сутички по селах мали місце з середини червня.
20 липня до Грослібенталя прибув загін з 21 червоноармійця на чолі з Сіраком, який мав провести перевибори та вилучити зброю (за іншими даними, 26 липня до колонії вдерся загін «спартаківців» у складі 16 осіб). Почалися обшуки, що супроводжувалися грабунками.

## Події власне повстання
Скривджені колоністи на чолі із волосним старшиною І. Лауером, перебили загін. Для придушення виступу з Овідіополя надіслали бронепотяг із червоноармійцями-китайцями. Але повстанці, розібравши колію, блокували його і захопили. Для організації оборони в усіх німецьких колоніях краю і в деяких українських та болгарських селах утворили так звані «Ради 10» (до Грослібентальської ввійшли І. Г. Церр, Х. Х. Еслінгер, І. Я. Бекк, Е. Г. Каст та інші). В колонії Нейбург комендантом став Іоанн Іоганович Шехтерле, керівництво перебрав Вільгельм Генріхович Герц. В Овідіополі повстання очолили С. С. Шкульський, Г. В. Білоциценко, М. А. та І. Мочарські, І. Собко, І. С. Шкульський (брав участь у боях під Аккаржею, заарештований у 1922 році, амністований), С. Чебан (заарештований у 1928 році) та інші. Двоє останніх зверталися за підтримкою до румунів, але дістали одкоша. Овідіопольці розставляли загороджувальні пости на дорогах і не пропускали до села більшовиків.
До повстанського комітету Роксолан увійшли А. М. та І. Ф. Кривченки, П. К. Чумаченко, Д. Р. та Т. П. Буряки, Є. Я. Фурман, В. Багаченко, П. Ткач, а на майдані 50 селян записалося до загону, що його очолив А. Ф. Гоменюк. Німці запропонували зброю, але роксоланівці мали власну. Захопивши Овідіополь, Роксолани та інші села, повстанці блокували Одесу з півдня і заходу, а також перетнули залізницю Одеса–Київ. Загальне керівництво загонами повсталих узяли на себе військові — генерали А. Я. Шелл і Фольк, полковники Гнилорибов, Бруслер, Ломакін, офіцер Готліб Хассель та інші.
Скерований з Одеси більшовицький каральний загін кількістю 300—400 чоловік під командуванням Є. І. Чікваная натрапив на шалений опір біля Татарки. В ході боїв з 31 липня по 2 серпня з більщовиків живими залишилося 75 бійців. Серед загиблих опинився й комендант Одеси П. П. Мізикевич, якого полонили в Люстдорфі. Повстання ширшало, розпалювалось, перекидалося на інші села Одеського і Тираспольського повітів. Припинено збір продрозкладки, зірвано мобілізацію до Червоної армії, а зі вже сформованих частин почалось дезертирство.
На придушення спалаху командування Південного фронту кинуло підрозділи 45, 47 і 58 СД, «Червону роту» з євреїв і китайців на чолі з Г. Красним, а також загони робітників Одеси, очолюваних А. Трофимовим, А. Хворостіним, Б. Гумпертом, М. Стрембицьким.
2-3 серпня 1919 року великому загонові червоних з артилерією та бронепотягом пощастило розбити повсталих у районі Татарки і х. Болгарських та підійти до Великої Акаржі. За неповними даними історика А. Айсфельда в перебігу боїв та розстрілів 5-6 серпня полягло 20 мешканців, в тому числі один з його керівників — Якоб Горх, а в Клейнлібенталі — 22 колоністи. Придушення повстання в інших селах краю тривало до 7-10 серпня, а в північних районах — до 12 серпня, причому втрати там були більшими: в Зельці (нині Лиманське Роздільнянського району) — 87, Вормсі (Виноградне Березівського району) — 12 загиблих.
Відтягування значних сил Червоної Армії на боротьбу з повстанцями стало однією з причин вдалого наступу військ генерала Денікіна на узбережжі Чорного моря.
10 серпня 1919 Біла армія висадила Десант на Сухому лимані, який витіснив більшовиків з Одеси. Ця поразка червоних нарешті припинила їхні масові грабунки та репресії в селах (особливо у Грослібенталі), а до деяких із них вони так і не потрапили. Частина повсталих німців у складі Одеського загону (Загони самооборони) взяла участь у Бредовському поході та евакуювалась до Криму.
Відлунилося повстання в репресіях 1937-1938 років, коли його учасників, які не втекли за кордон і дістали амністію в 1920-х роках, знову почали брати під варту.

## Репресії
Так, під меч репресій потрапили: з Грослібенталя — Е. Я. Баумгертнер (1890 р.н.), Ф. Ф. Баумгертнер (1898 р.н.), Г. Г. Бек (1892 р.н.), Я. К. Бек (1878 р.н.), І. В. Ганзельман (1892 р.н.), Я. Х. Гельфенштейн (1893 р.н.) і Ф. А. Гельфенштейн (1876 р.н.), Ф. Ф. Діль (1889 р.н.), Ф. Я. Діль (1894 р.н.), Я. Х. Діль (1892 р.н.), Г. Г. Зіллер (1892 р.н.), Ф. І. Кеплін (1895 р.н.), Е. А. Мінх (1888 р.н.), К. К. Пфанцлер (1897 р.н.), Я. Ф. Реріх (1884 р.н.), І. І. Ей- зенбарт (1895 р.н.), Ф. В. Ріфініус (1877 р.н.), І. В. Ріфініус (1885 р.н.), Е. Т. Ріфініус (1897 р.н.), В. Я. Ріфініус (1899 р.н.), К. Я. Ріфініус (1881 р.н.), Я. А. Фольмер (1902 р.н., брат його розстріляний 1919), І. І. Фукс (1892 р.н.) І. Ф. Фукс (1897 р.н.), К. Г. Шек (1897 р.н.), Ф. А. Шуллер (1888 р.н.), Г. І. Горх (1890) та ін.; Нейбурга — І. Х. Фрей (1896 р.н.), Я. К. Беккер (1892 р.н.), Я. І. Прегіцер (1895 р.н.); Олександергільфа — Я. Я. Нейбауер (1890 р.н.), Я. І. Герінг (1886 р.н.), Х. Ф. Граф (1896 р.н.), К. І. Крейс (1899 р.н.), Я. Я. Мак (1890 р.н.); Ма- рієнталя — Ф. І. Келлер (1901, син розстріляного Іоганна Келлера)